# Грегор, Михаэль
Михаэль Грегор (нем. Michael Gregor; родился в 1974 году) — австрийский музыкант, участник индастриал-группы Kreuzweg Ost (программист) и двух блэк-метал-групп — Amestigon (вокалист) и Summoning (вокалист, басист и клавишник). Выступает под сценическим псевдонимом Силениус (нем. Silenius).

## Музыкальная карьера
В возрасте 16-17 лет Михаэль впервые увлёкся литературой Толкина, которая и оказала влияние на его творчество во всех коллективах. Вскоре Грегор начал выступления в некоторых малоизвестных группах, а в 1993 году основал свой коллектив под названием Summoning. С этой группой он записал семь альбомов: Lugburz, Minas Morgul, Dol Guldur, Stronghold, Let Mortal Heroes Sing Your Fame, Oath Bound и Old Mornings Dawn. В 1994 году он впервые принял участие в концерте группы Abigor, с которой выступал до 1999 года и поучаствовал в записи семи альбомов группы.
В марте 1994 года при помощи Рихарда Ледерера Силениус образовывает музыкальную группу Die Verbannten Kinder Evas, в которой выступал как вокалист и клавишник и записал первый альбом (он назывался точно так же — Die Verbannten Kinder Evas).
В 1998 году Силениус встретился со своим другом Мартином Ширенком и показал ему несколько своих мелодических набросок, после чего предложил их записать у него на студии. Ширенк использовал некоторые аудио- и видеоматериалы для записи композиций. Именно с выходом этих композиций и появился проект Kreuzweg Ost, в котором Силениус работает как программист и в настоящее время.
В числе других коллективов известны группы Pazuzu (с ней он записал сплит-альбом и дебютный альбом), St. Lucifer, Amestigon и Mirkwood.

## Дискография

### Abigor[9]
- In Hate & Sin (demo, 1994)[5]
- Verwüstung - Invoke The Dark Age (full-length, 1994)
- Orkblut - the Retaliation (EP, 1995)
- Nachthymnen (From the Twilight Kingdom) (full-length, 1995)
- Opus IV (full-length, 1996)
- Apokalypse (EP, 1997)
- Supreme Immortal Art] (full-length, 1998)

### Amestigon
- Remembering Ancient Origins (EP, 2000)
- Fatal Illumination / Nebelung, 1384 (split, 2002)
- Sun of All Suns (full-length, 2009)

### Kreuzweg Ost
- Iron Avantgarde (full-length, 2000)
- Edelrost (full-length, 2005)
- Gott Mit Uns (2012)

### Pazuzu[10]
- The Urilla Text (split, 1994)
- ...And All Was Silent (full-length, 1994)

### Summoning[11]
- Upon the Viking Stallion (demo, 1993)
- The Urilla Text (split, 1994)
- Anno Mortiri Domini (demo, 1994)
- Promo Tape (demo, 1994)
- Lugburz (full-length, 1995)
- Minas Morgul (demo, 1995)
- Minas Morgul (full-length, 1995)
- Dol Guldur (full-length, 1996)
- Nightshade Forests (EP, 1997)
- Stronghold (full-length, 1999)
- Let Mortal Heroes Sing Your Fame (full-length, 2001)
- Lost Tales (EP, 2003)
- Oath Bound (full-length, 2006)
- Old Mornings Dawn (full-length, 2013)
- With Doom We Come (full-length, 2018)